# 사랑비 (노래)
사랑비는 대한민국의 가수 김태우의 명곡이다.